# Treat or Goblins
《Treat or Goblins》為林原惠於2002年4月24日發行的第30張單曲。
由King Records發行、販賣（KICM-3030）。

## 概要
- 前作《Northern lights》僅隔短短一個月發行。
- 為CS放送的KIDS STATION及UHF各局播放的電視動畫《阿倍野橋魔法商店街》主題曲。林原本人並未參加演出該作品。
- 「你的心」為前歌手、現任參議院議員－中山千夏的重製曲。

## 收錄曲
1. Treat or Goblins [3:48]
  - 作詞：李醒獅、English Words by Mamie.D.Lee、作曲・編曲：鷺巣詩郎
  - 電視動畫《阿倍野橋魔法商店街》片頭曲
2. 你的心 [3:15]
  - 作詞：中山千夏、作曲：都倉俊一、再現：鷺巣詩郎
  - 電視動畫《阿倍野橋魔法商店街》片尾曲
3. 你的心（HipDooWopHop Mix） [4:48]
  - 作詞：中山千夏、作曲：都倉俊一、編曲：鷺巣詩郎
4. Treat or Goblins （OFF Vocal Version）
5. 你的心 （OFF Vocal Version）

## 收錄專輯
- Treat or Goblins
《center color》
- 你的心
《center color》
- 你的心（HipDooWopHop Mix）
專輯未收錄